# 李正姫 (脚本家)
李 正姫（り じょんひ）は、日本の脚本家。木曜ミステリーなどの脚本家を担当。『庶務行員 多加賀主水』『覚悟はいいかそこの女子。』『主婦カツ!』『ホテルコンシェルジュ』『真夜中のパン屋さん』『嘆きの美女』『山本周五郎時代劇 武士の魂』『松本清張ミステリー時代劇』『佐賀のがばいばあちゃん』『世にも奇妙な物語』ほか（公式twitterより）。

## 経歴
法政大学文学部英文学科出身。その後広告代理店勤務を経て、2000年に脚本家デビュー。